# Мороз, Константин Астахович
Константи́н Аста́хович Моро́з (1915—1967) — автоматчик 216-го гвардейского Люблинского стрелкового полка (79-я гвардейская стрелковая Запорожская ордена Ленина Краснознамённая орденов Суворова и Богдана Хмельницкого дивизия, 28-й гвардейский Люблинский Краснознаменный стрелковый корпус, 8-я гвардейская армия, 1-й Белорусский фронт), гвардии младший сержант, участник Великой Отечественной войны, кавалер ордена Славы трёх степеней.

## Биография
Родился в 1915 году в селе Великокозырщина ныне Магдалиновского района Днепропетровской области (Украина) в крестьянской семье. Украинец. Окончил 7 классов. Работал трактористом в колхозе. 
В Красной Армии с 1940 года. В действующей армии – с сентября 1942 года. Воевал на Сталинградском, Юго-Западном (с 20 октября 1943 года – 3-й Украинский) и 1-м Белорусском фронтах. Принимал участие в Сталинградской битве, Барвенковско-Лозовской наступательной операции, битве за Днепр, Никопольско-Криворожской, Березнеговато-Снигирёвской, Одесской, Люблин-Брестской, Варшавско-Познанской и Берлинской наступательных операциях.
При прорыве долговременной обороны противника 14 января 1945 года в районе села Цецылювка (ныне гмина Гловачув, Козеницкий повят Мазовецкого воеводства, Польша) автоматчик 216-го гвардейского стрелкового полка (79-я гвардии стрелковая дивизия, 8-я гвардейская армия, 1-й Белорусский фронт) гвардии рядовой Мороз в числе первых ворвался в траншею противника и истребил 5 вражеских солдат, а также подавил огневую точку.
Приказом командира 79-й гвардейской стрелковой дивизии от 16 февраля 1945 года гвардии рядовой Мороз Константин Астахович награждён орденом Славы 3-й степени.
В завершающей фазе Варшавско-Познанской наступательной операции части 79-й гвардейской стрелковой дивизии вышли к реке Одер южнее города Кюстрин (ныне Костшин-на-Одре, Гожувский повят Любушского воеводства, Польша). 2 февраля 1945 года К. А. Мороз в составе штурмовой группы форсировал реку в районе населённого пункта Гёрлиц (ныне район Меркиш-Одерланд, земля Бранденбург, Германия) и вступил в бой за плацдарм, обеспечивая возможность переправы последующим подразделениям. 7 февраля 1945 года в бою за расширение плацдарма К. А. Мороз в числе первых достиг железнодорожной насыпи и ручными гранатами уничтожил расчёт огневой точки противника, препятствующей продвижению роты.
Приказом командующего 8-й гвардейской армией от 31 марта 1945 года гвардии рядовой Мороз Константин Астахович награждён орденом Славы 2-й степени.
При прорыве обороны противника в начале Берлинской наступательной операции 18 апреля 1945 года в районе населённого пункта Дольгелин (ныне район Меркиш-Одерланд, земля Бранденбург, Германия) К. А. Мороз уничтожил из личного оружия более 10 немецких солдат. Был ранен, не покинул поля боя до выполнения боевой задачи.
Указом Президиума Верховного Совета СССР от 15 мая 1946 года за образцовое выполнение боевых заданий командования в боях с немецко-фашистскими захватчиками на завершающем этапе Великой Отечественной войны гвардии младший сержант Мороз Константин Астахович награждён орденом Славы 1-й степени.
Демобилизован в 1946 году. Вернулся в родное село Великокозырщина. Работал в колхозе.
Умер в 1967 году. Похоронен в Магдалиновский район Днепропетровская область Украина.

## Награды
- Орден Отечественной войны I степени (11.03.1985)[4][5]

- Полный кавалер ордена Славы:
  - орден Славы I степени (15.05.1946)[6];
  - орден Славы II степени (31.03.1945)[7];
  - орден Славы III степени (16.02.1945)[8];
- медали, в том числе:
  - «За оборону Сталинграда» (1.05.1944)
  - «В ознаменование 100-летия со дня рождения Владимира Ильича Ленина» (6 апреля 1970)
  - «За победу над Германией в Великой Отечественной войне 1941—1945 гг.» (9 мая 1945[9]);
  - «За взятие Берлина» (9.5.1945);
  - «За освобождение Варшавы» (9.6.1945);
  - «20 лет Победы в Великой Отечественной войне 1941—1945 гг.» (7 мая 1965[10])
- Знак «25 лет победы в Великой Отечественной войне» (1970)

## Память
- На могиле установлен надгробный памятник.
- Его имя увековечено в Главном Храме Вооружённых сил России, и навсегда запечатлено на мемориале «Дорога Памяти»[11].